# Discoglypremna caloneura
Discoglypremna es un género monotípico de lianas perteneciente a la familia de las euforbiáceas. Su única especie: Discoglypremna caloneura, es originaria de África occidental.

## Descripción
Es un árbol de hasta 30 m de alto por 2 m de circunferencia, el tronco recto de 15 m de longitud, que se encuentra en los bosques de hoja perenne y una especie de mala hierba de la regeneración de los bosques, de Guinea a Camerún, y se extiende hasta Zaire y en Uganda.

## Propiedades
Su madera es de color blanco o amarillento , moderadamente liviana, suave y muy perecedera , utilizada en la construcción, canoas, etc, pero es fácil de tallar y es así se hace en Liberia para máscaras y cuencos.
Las cenizas son utilizadas contra las llagas en la piel. Una decocción de las hojas machacadas se toma en Costa de Marfil como expectorante en problemas bronquiales y la planta (parte no declarada) se utiliza como un emeto-purgante en la diarrea por disentería y para ayudar en el parto difícil. En el Congo (Brazzaville) una decocción de corteza se usa para aliviar la tos convulsiva y dolores intestinales en intoxicación alimentaria, y como emético, la corteza en polvo se utiliza para tratar las úlceras. Las huellas de alcaloides se han detectado en la corteza, los tallos y las raíces.
El fruto es carnoso y pubescentes y rojizo cuando está maduro con un sabor amargo. Sin embargo, se buscados por los pájaros que distribuyen las semillas, y en Ghana la semilla se utiliza como un cebo en trampas de aves.

## Taxonomía
Discoglypremna caloneura fue descrita por (Pax) Prain y publicado en Kew Bulletin 1911: 317. 1911.
Sinonimia
- Alchornea caloneura Pax	[4]